# 奥尔加号护卫舰
奥尔加号是德意志帝国海军于19世纪80年代建造的卡罗拉级护卫舰的二号舰，以当时的符腾堡王后奥尔加命名。为了在德国殖民帝国服役，该舰的设计结合了蒸汽和风帆动力以扩大航程，并装备有十门150毫米口径炮。卡罗拉号于1879年在斯德丁的伏尔铿船厂开始铺设龙骨，1880年12月下水，至1882年1月竣工。
奥尔加号在其运用生涯中曾三次被部署至海外。第一次波澜不惊的外派是1882年入役后，并在南美水域驻留了一年半；在这次旅程中，普鲁士的海因里希亲王也跟舰服役。第二次外派发生在此后不久，德国海军部将它作为西非分舰队的一份子部署至德属喀麦隆，以镇压反对德国统治的叛乱。第三次外派则发生在1885年至1889年，该舰主要在德属东非和太平洋中部的德属新几内亚之间交替巡航。1889年在萨摩亚期间，奥尔加被一场强气旋严重破坏，被迫离开驻地进行维修。自1890年起，该舰开始有限度地担任各种辅助职责。从1893年到1897年，它被用作训练舰，然后被转移至渔业学校。1898年，奥尔加号对斯匹次卑尔根群岛进行了广泛的勘测，并于当年晚些时候退役，被改装为一艘炮术训练舰。它一直担任这一职务，直到1905年正式从海军名录中除籍。次年，该舰被当作废品出售，至1908年在汉堡拆解报废。

## 设计
为了扩充当时已严重过时的德国海外巡洋舰队，德意志帝国海军于1870年代末订购了六艘卡罗拉级护卫舰。它们的主要任务是驻地执勤，以维护德国在未设基地的外国水域以及德国殖民帝国的利益。因此，这些舰只将作为舰队侦察兵，并在德国感兴趣的海外地区执行长期巡逻任务。
奥尔加号的水线长和全长分别为70.6米和76.35米，有12.5米的舷宽以及4.98米的前吃水。其标准排水量为2,147吨，满载时则可达2,424吨。标准船员编制为10名军官及265名水兵。该舰由一台卧式三缸双胀蒸汽机提供动力，用以驱动一副直径为5.02米的双叶螺旋桨；蒸汽则由八台燃煤火管锅炉供应，这使得它在2,399匹公制馬力（1,764千瓦特）额定功率下的最高航速可达13.9節（25.7每小時），并且能够以10節（19每小時）的速度连续航行3,420海里（6,330）。在建造时，奥尔加号曾配备有完整的三桅帆索具，但后来有所削减。
奥尔加号装备有十门150毫米22倍径后装式箍炮作为主舰炮，并搭载了两门87毫米24倍径箍炮和六门37毫米哈乞开斯转膛炮作为辅助。在服役生涯后期，其武装被减少到两门88毫米30倍径速射炮和十门未记录型号的37毫米机关炮。

## 服役历史
奥尔加号是为替换老旧的护卫舰奥古斯塔号而以“奥古斯塔代舰”（Ersatz Augusta）作为合同代号发包予斯德丁的伏尔铿船厂承建。其龙骨自1879年底开始铺设，至1880年12月11日下水。在下水仪式上，由海军少将卡尔·费迪南德·巴奇发表演说，并主持将舰只冠以奥尔加·尼古拉耶芙娃之名——她是当时符腾堡国王卡尔一世的王后。舾装工作完成后，奥尔加号于1881年9月投运以进行海试，至1882年1月9日完成入役整备。

### 前两次海外部署
奥尔加号于1882年10月1日被分配到东美洲驻地；它于10月14日离开基尔，普鲁士的海因里希亲王当时以海军少尉之衔跟舰服役并担任值更官。而已晋升为海军中将的巴奇则搭乘鱼雷轮船诺托斯号伴随该舰驶出波罗的海。奥尔加号随后在英国的普利茅斯停留，海因里希亲王在那里拜访了他的祖母维多利亚女王。强烈的暴风雨将该舰从普利茅斯出发的日期推迟到10月23日，并直至12月3日才抵达巴巴多斯的布里奇敦。它从1883年1月16日到2月11日在特立尼达和多巴哥的西班牙港停留，在此期间，舰长和海因里希亲王租用了一艘蒸汽船前去探索委内瑞拉的奥里诺科河。奥尔加号随后正式访问了委内瑞拉和巴西的港口，并在里约热内卢驻留时受到巴西皇帝佩德罗二世的登舰参观。

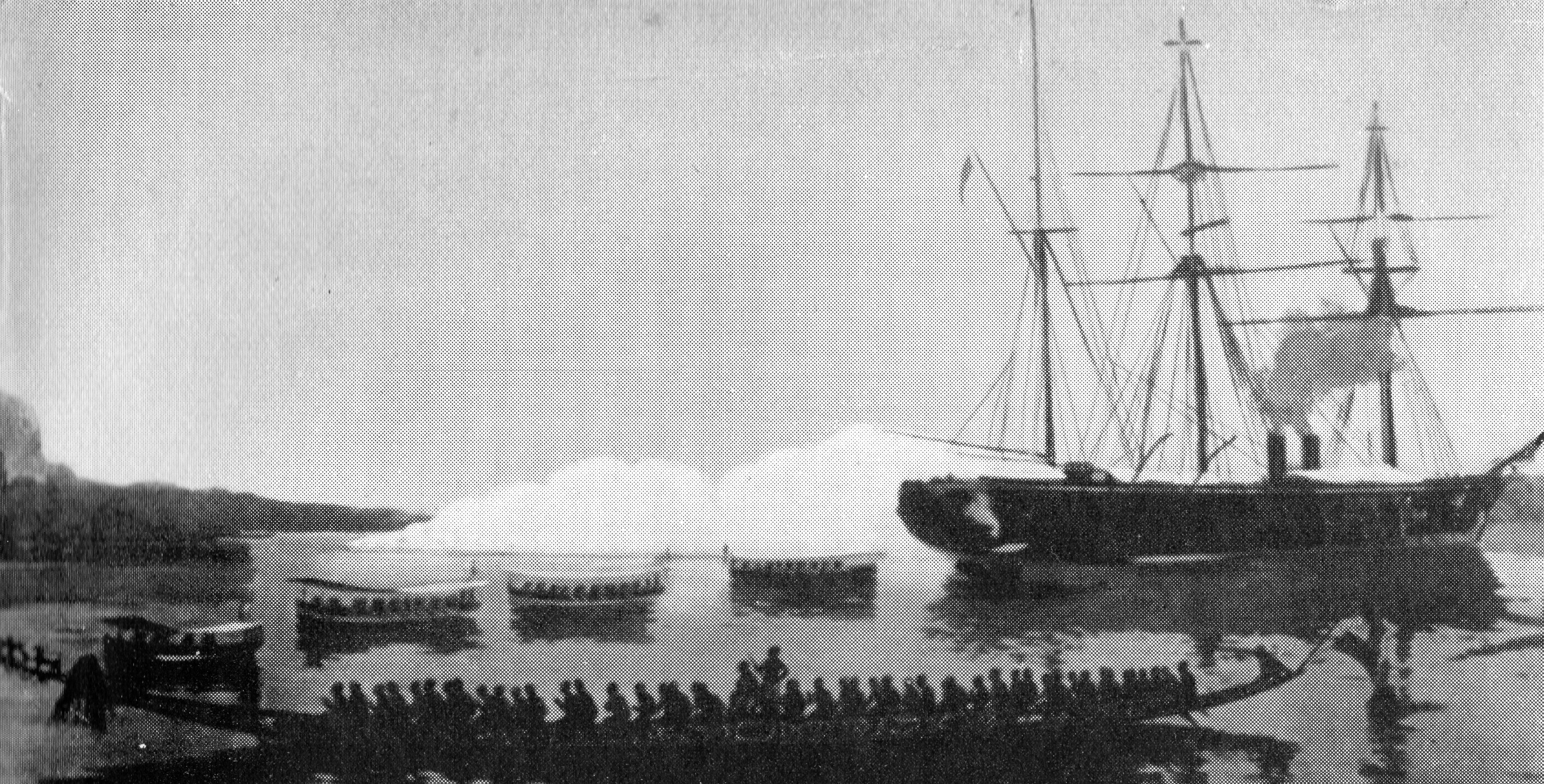
1884年12月21日，奥尔加号在杜阿拉沿岸发动炮击

奥尔加号于1884年1月5日开始返回德国的航程，途中由于风暴破坏而不得不再次在普利茅斯停留。在舰只接受维修期间，海因里希亲王再度前往伦敦拜访维多利亚女王，这次是由德国驻英公使格奥尔格·赫伯特·明斯特陪同。当他们从帕丁顿前往维多利亚车站时，曾有炸弹被放置在海因里希亲王的座位下，但并未引爆。3月13日抵达基尔后，时任海军部长列奥·冯·卡普里维和海因里希亲王的胞兄威廉皇储（前者搭乘铁甲舰汉萨号，后者搭乘诺托斯号）都前来迎接奥尔加号。
1884年8月，海军部本计划将奥尔加号改作训练用途，但德属喀麦隆的动乱迫使他们新成立了一支西非巡洋分舰队，该部队由旗舰俾斯麦号、奥尔加号、阿里阿德涅号和格奈森瑙号组成，受海军少将爱德华·冯·克诺尔指挥，并作为未来所谓的“炮舰外交”的一部分，旨在将生活在西非的德国人置于德国的保护之下。为此，奥尔加号于10月1日被编入分舰队服役，并于10月30日离开威廉港。12月18日，由于杜阿拉人开始反抗亲德领袖恩杜姆贝·洛贝·贝尔，该舰遂与俾斯麦号一起在杜阿拉外围驻泊。这些军舰于12月20日和21日派遣登陆部队上岸，在城镇与当地武装分子作战。由于舰只的吃水很浅，使之能够继续向上游行进，为陆地上作战的士兵提供火力支援。战斗结束后，奥尔加号被派往对武里河进行勘测。1885年2月初，它又被派往多哥兰镇压殖民地的骚乱，至3月中旬返回喀麦隆。4月2日，该舰被炮舰苍鹰号接替，遂离开西非返回德国，于5月25日抵达基尔。

### 第三次海外部署
回到德国后，奥尔加号即进入船厂进行大修。然后它开始从事训练舰任务，最初是在德国水域，继而与施泰因号一同加入训练分舰队。这项活动一直持续到1885年9月14日，奥尔加号重新被分配至西非驻地，并于10月29日启程。然而此后不久，它又被转配至东非巡洋分舰队，再次受克诺尔将军指挥。该舰于12月29日抵达德属东非的桑给巴尔，与克诺尔的旗舰俾斯麦号会合。1886年2月9日，分舰队奉命离开非洲前往太平洋中部。奥尔加号在那里先是独力对新梅克伦堡的海岸进行勘测，然后于7月23日前往香港与分舰队余部会合并接受维修。同年晚些时候在东亚海域巡航时，克诺尔接到命令，将分舰队带回德属东非。
1886年12月14日，分舰队抵达桑给巴尔。此后，奥尔加号被指派与其姊妹舰卡罗拉号共同在维图兰沿岸巡逻，并于1887年1月在曼达湾（今肯尼亚境内）升起德国国旗。它还被派去强制引渡谋杀德国探险家卡尔·路德维希·于尔克的凶手，并将这些人从基斯马尤运送到桑给巴尔。1887年3月初，由于德法关系紧张，分舰队离开东非前往南非的开普敦。在那里，它们随时等候两国之间发生战争时可能下达的进一步命令。当局势缓和后，海军部遂于5月7日将这些舰只发往太平洋。它们于6月9日抵达澳大利亚的悉尼；同一天，奥尔加的时任舰长、海军少校海因里希·冯·赖申巴赫（Heinrich von Reichenbach）突然去世，需要由大副临时接管舰只。在悉尼期间，该舰进入旱坞接受了大修。
维修工作于1887年8月初完成，分舰队得以继续前往萨摩亚。它们于8月19日抵达阿皮亚，在那里，新任舰长、海军少校弗朗茨·施特劳赫登上奥尔加号就职。该舰在阿皮亚一直驻留到11月27日，之后又去了德属新几内亚的其它地方。1888年4月，它被炮舰野猪号接替，使奥尔加号得以于6月10日抵达新加坡重新加入分舰队。分舰队于6月26日离开新加坡，前往东非执行另一次巡逻任务。8月，奥尔加号抵达殖民地的数个港口，为德国东非公司提供支援，并考察港口。9月19日，海军部命令奥尔加号返回萨摩亚，因为当地爆发了反对德国商人和移民的起义，期间岛上局势紧张，需要一艘比炮舰更大的军舰。途中，它在亚丁接上了被废黜的萨摩亚国王马利托阿·劳佩帕，先将他带到马绍尔群岛的贾卢伊特环礁，然后于12月14日抵达阿皮亚。

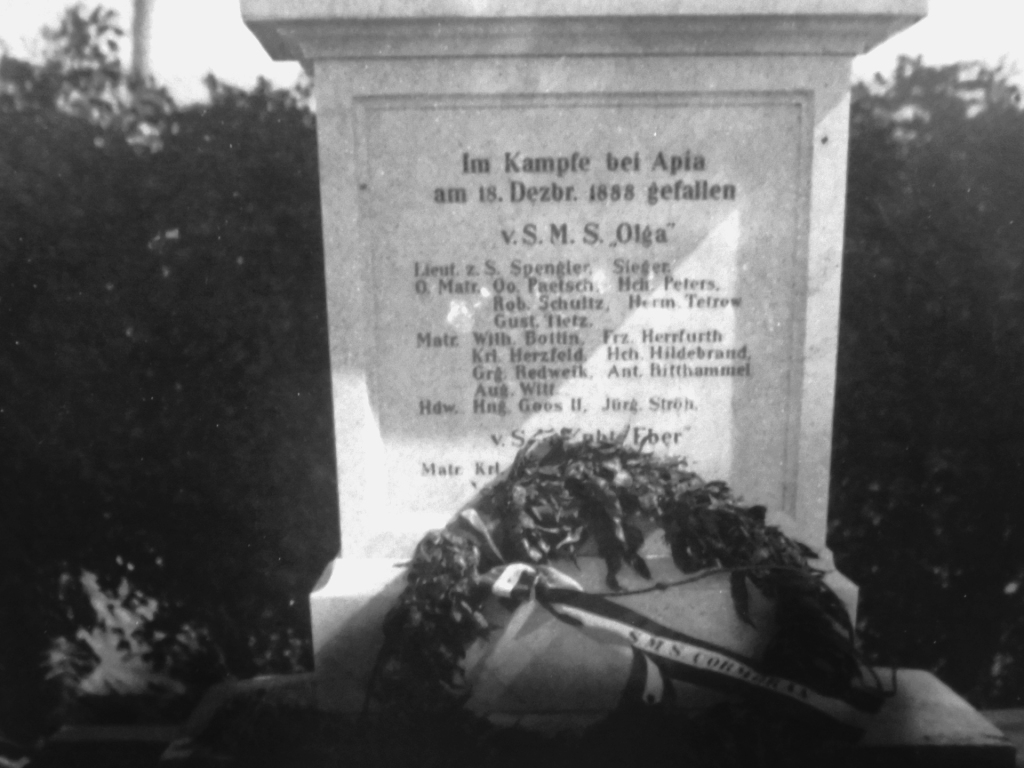
刻有在第一次瓦莱莱之战中奥尔加号阵亡将士名单的纪念碑

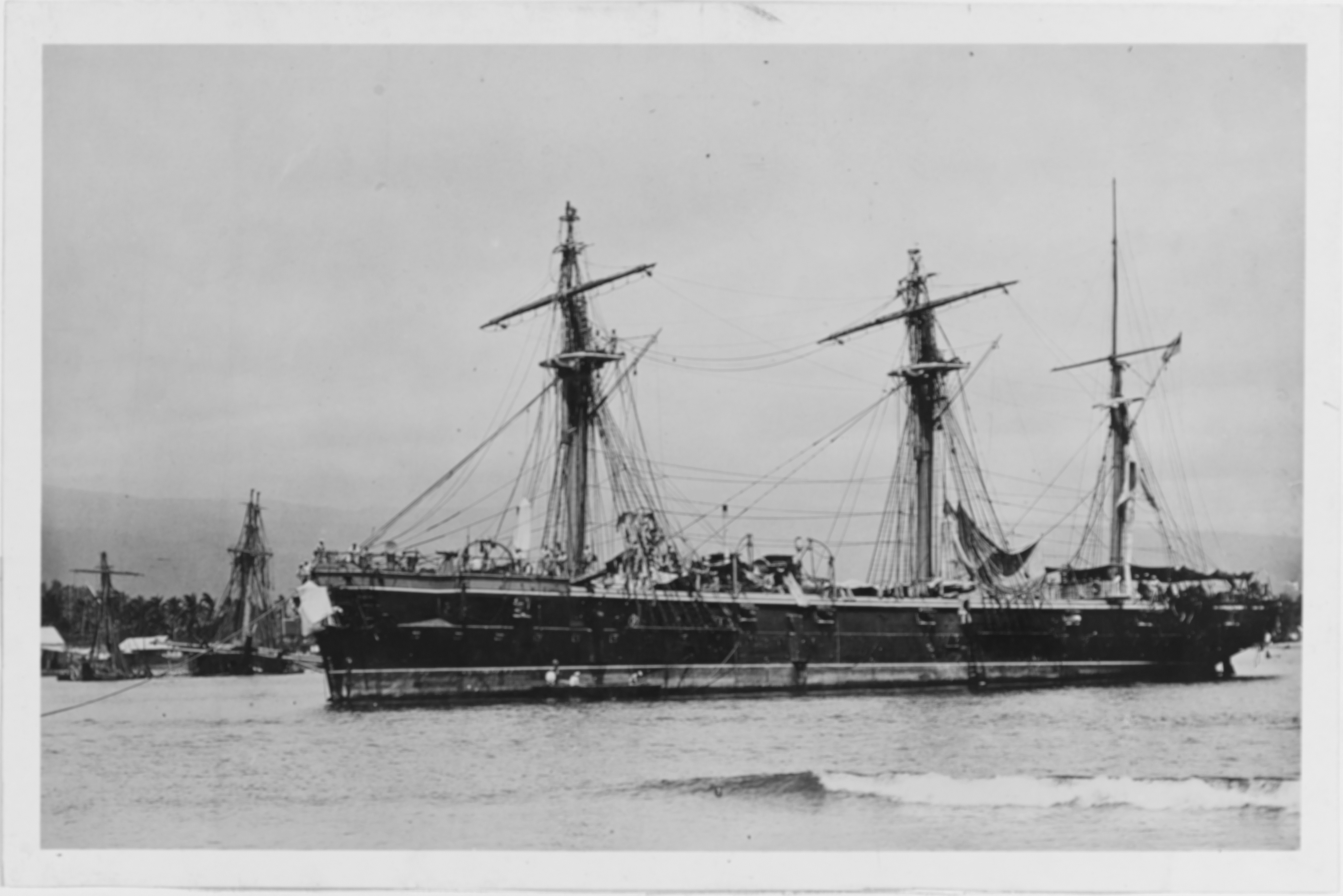
奥尔加号于1889年阿皮亚气旋期间在海滩搁浅

在阿皮亚，奥尔加号与野猪号和雕号会合。当瓦莱莱的德国人经营的种植园遭到劳佩帕的对手图普阿·塔马塞塞·蒂蒂马埃指挥的部队袭击后，奥尔加号和炮舰遂派遣登陆部队上岸保卫种植园。四天后，他们遭到塔马塞塞部队的袭击；在随后的第一次瓦莱莱之战中，奥尔加号有2名军官和13名士兵阵亡。这三艘舰连同美国海军的特伦顿号、万达利亚号、尼普西克号以及英国皇家海军的卡利俄佩号一直停留在该地区，直到1889年3月15－16日夜间，一场强烈气旋袭击了岛屿。船只需要逆风而行，以减少作用在锚链上的力。然而，第二天早上，风暴变得更为强烈，以至于雕号、野猪号和尼普西克号纵使倾尽全力也无法对抗天气，并开始漂移。野猪号脱离了锚链，先是与奥尔加号相撞，继而撞向尼普西克号，最后被风暴抛到珊瑚礁上倾覆，全舰仅4名官兵幸免于难。尼普西克号也脱离锚位并与奥尔加号相撞，然后漂流到礁石上。雕号同样被冲上岸，最终侧仰在海滩上，造成20名官兵罹难。接下来，万达利亚号在礁石上被冲毁。当卡利欧佩号开始漂流时，其舰长决定采取大胆的手段来避免与其他舰只相同的命运。他起锚并逆浪航行，将舰只驶出海湾。由于卡利奥佩号的发动机功率强大，这次机动获得了成功，使该舰幸免于难。至此，仅剩特伦顿号和奥尔加号仍留在阿皮亚港湾内。当风向稍有改变时，德舰希望脱离，但随后特伦顿号的锚链松脱并漂向奥尔加号。由于后者没有像卡利俄佩号那样强大的发动机，因此不可能离开。时任舰长、海军少校阿曼特·冯·埃尔哈特（Armandt von Erhardt）遂决定以受控的方式搁浅该舰。通过全速前进，奥尔加号能够避开特伦顿号，但美舰的艏斜桅还是划破了它的下横桁。奥尔加号最终驶上了马塔图附近的一处柔软的海滩上，使舰只和舰上官兵全数获救。而特伦顿号则被抛上礁石而覆灭。直到3月17日，先后摧毁了七艘舰船的气旋才得到平息。
1889年3月29日，北德劳埃德轮船吕贝克号在萨摩亚人的帮助下，将奥尔加号从海滩上拉了出来。由于后者失去了所有的锚，吕贝克号遂将它护送至悉尼，舰上还载有野猪号和雕号的幸存者。维修工作持续了两个月，奥尔加号于6月20日得以启程回国。途中，它在苏伊士运河遭到一艘英国轮船的意外撞击，并轻微受损。该舰于9月9日抵达基尔，然后继续前往但泽的帝国船厂接受进一步维修。

### 后续应用

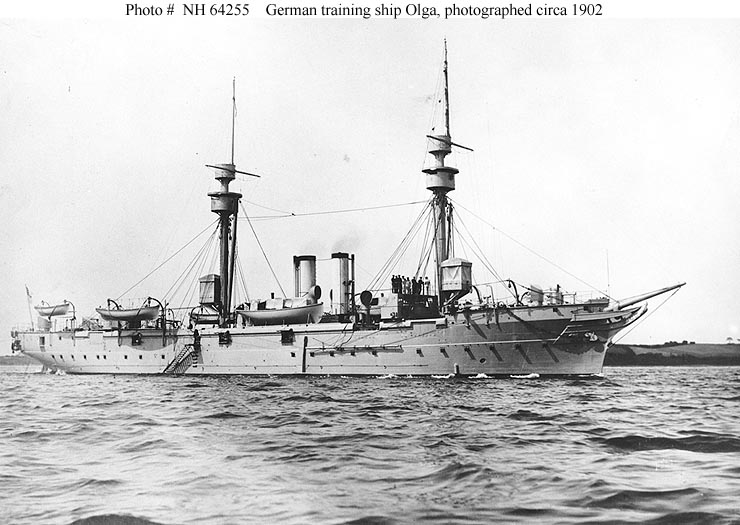
奥尔加号担任训练舰于1902年

此后，德国海军部决定将奥尔加号改造为一艘炮术训练舰。为此，它移除了150毫米炮，削减了风帆索具，并于1891年被分配至北海海军基地。奥尔加号于1893年7月25日重新启用开始执行首次训练任务，与舰队余部一起参加每年例行的支舰队操练。这些演练于9月30日结束，之后它又被搁置在威廉港。1897年3月31日，奥尔加号被重新归类为三等巡洋舰，并于11月转入渔业学校，以取代最近暂时退役的老旧通报舰齐滕号。在此期间，它在冬季为学校提供宿营设施。1898年3月29日齐滕号恢复服役后，两舰便一起在北海行动。它们于同年4月和5月在北海南部巡航，至5月9日返回威廉港。
1898年7月，奥尔加号与德国渔业协会的专家组一起参加了前往熊岛和斯匹次卑尔根群岛的探险，正式服务于海洋学科考和鱼类资源勘探。事实上，时任舰长、海军少校理夏德·迪特默肩负着在熊岛上为德国渔船建立一个驻地的帝国使命，随行的科学家却对此一无所知。德国政府并不打算正式占有这个拥有丰富煤炭储量的岛屿，只是将其作为分配北极土地的筹码。探险队进行了沿海测绘，测试了底层拖网并采集了煤炭样本。奥尔加号在群岛的出现引起了俄国的高度关注，俄罗斯帝国海军于7月向当地派出一艘巡洋舰，声称这些岛屿属于俄罗斯。
奥尔加号于10月4日重回北海的渔业保护服务，但当月晚些时候又被前往西班牙维戈的训练巡航打断。11月30日，该舰在返抵德国后退役。1900年，它被转移到炮兵训练学校，并为此目的而在威廉港的帝国船厂进行了改装。它得到了一组由两门88毫米炮和十门37毫米机关炮组成的新武器。奥尔加号一直从事训练任务，直到1905年2月才被小巡洋舰宁芙号取代。在作为炮术训练舰服役期间，它曾参加1904年8月至9月的年度舰队演习。1905年3月29日，奥尔加号正式从海军名录中除籍，次年被出售，至1908年在汉堡拆解报废。